# Nati nel 1852
| Questa pagina contiene informazioni ricavate automaticamente dalle voci biografiche con l'ausilio del template Bio e di un bot. L'aggiornamento è periodico e automatico e ricostruisce completamente la pagina. Se manca una persona in questa lista, sei pregato di non aggiungerla, ma accertati piuttosto che la sua voce biografica contenga il template Bio e che i dati anagrafici siano correttamente compilati. Se il template Bio manca, inseriscilo tu stesso o, in alternativa, metti l'avviso {{tmp\|Bio}} che ne segnala la mancanza. Se i dati riportati sono sbagliati, correggi direttamente la voce biografica; le modifiche saranno visibili in questa lista entro pochi giorni. Per chiarimenti vedi il progetto biografie. La lista contiene solo le 542 persone che sono citate nell'enciclopedia e per le quali è stato implementato correttamente il template Bio. Pagina aggiornata al 18 ago 2025. |

## Gennaio(51)
- 1º gennaio - Corrado Corradino, poeta, critico letterario e storico italiano († 1923)
- 1º gennaio - Eugène-Anatole Demarçay, chimico francese († 1904)
- 2 gennaio - Abdülhak Hâmid Tarhan, poeta turco († 1937)
- 2 gennaio - Alfred Pearce Gould, chirurgo inglese († 1922)
- 3 gennaio - Germano Muʿaqqad, arcivescovo cattolico siriano († 1912)
- 4 gennaio - Mite Kremnitz, scrittrice tedesca († 1916)
- 4 gennaio - Cesare Tragella, filosofo e presbitero italiano († 1934)
- 5 gennaio - Giovanni Gasperini, prefetto italiano († 1927)
- 6 gennaio - Ugo Ferrandi, esploratore italiano († 1928)
- 6 gennaio - Alexandre Léon Étard, chimico francese († 1910)
- 7 gennaio - Pascal Dagnan-Bouveret, pittore francese († 1929)
- 7 gennaio - Anatole-Joseph Toulotte, vescovo cattolico e missionario francese († 1907)
- 8 gennaio - Maurice de Bunsen, diplomatico inglese († 1932)
- 8 gennaio - Giovanni Frattini, matematico italiano († 1925)
- 9 gennaio - Francesco Aguglia, avvocato, magistrato e politico italiano († 1921)
- 9 gennaio - Ludolf Udo von Alvensleben, politico tedesco († 1923)
- 9 gennaio - Eduard Toda i Güell, diplomatico, bibliografo e egittologo spagnolo († 1941)
- 9 gennaio - Siro Zuliani, italiano († 1884)
- 10 gennaio - Carlo Aventi, avvocato e politico italiano († 1909)
- 11 gennaio - Constantin Fehrenbach, politico tedesco († 1926)
- 11 gennaio - Cesare Ferrero di Cambiano, avvocato, dirigente d'azienda e politico italiano († 1931)
- 11 gennaio - Ugo Franceschi, baritono e compositore italiano († 1940)
- 11 gennaio - Friedrich Spitta, teologo tedesco († 1924)
- 12 gennaio - Sofia Egkastrōmenou, archeologa greca († 1932)
- 12 gennaio - Joseph Joffre, generale francese († 1931)
- 12 gennaio - Denis Kelly, vescovo cattolico irlandese († 1924)
- 16 gennaio - Stephan Burián, politico e diplomatico austriaco († 1922)
- 17 gennaio - Louis Béroud, pittore francese († 1930)
- 17 gennaio - Herman Schalow, ornitologo tedesco († 1925)
- 18 gennaio - Augustin Boué de Lapeyrère, ammiraglio francese († 1924)
- 18 gennaio - William MacKinnon, calciatore scozzese († 1942)
- 18 gennaio - Luigi Rossi, avvocato, politico e filantropo italiano († 1911)
- 21 gennaio - Vincenzo Bindi, storico e umanista italiano († 1928)
- 21 gennaio - Mark Francis Napier, politico e dirigente d'azienda britannico († 1919)
- 21 gennaio - Lorenzo Tenchini, medico italiano († 1906)
- 25 gennaio - Nevill Coghill, militare britannico († 1879)
- 25 gennaio - Samuel Warren, giurista e avvocato statunitense († 1910)
- 26 gennaio - Gustave Bord, storico, docente e saggista francese († 1934)
- 26 gennaio - Frederick Corder, musicista, compositore e musicologo britannico († 1932)
- 26 gennaio - Pietro Savorgnan di Brazzà, esploratore italiano († 1905)
- 27 gennaio - Fulgence Bienvenüe, ingegnere francese († 1936)
- 27 gennaio - Felice Caivano, avvocato, linguista e scrittore italiano († 1923)
- 27 gennaio - Friedrich von Georgi, generale austro-ungarico († 1926)
- 28 gennaio - Alberto Dallolio, politico e storico italiano († 1935)
- 28 gennaio - Giovanni Martini, patriota e militare italiano († 1922)
- 29 gennaio - Frederic Hymen Cowen, musicista britannico († 1935)
- 30 gennaio - Ion Luca Caragiale, drammaturgo e scrittore rumeno († 1912)
- 30 gennaio - Hubert Heron, calciatore inglese († 1914)
- 31 gennaio - Costantino Barbella, scultore italiano († 1925)
- 31 gennaio - Arcangelo Rotunno, presbitero, archeologo e scrittore italiano († 1938)
- 31 gennaio - Lev Aleksandrovič Tichomirov, giornalista, scrittore e rivoluzionario russo († 1923)

## Febbraio(37)
- 2 febbraio - Giuseppe Cuboni, botanico e agronomo italiano († 1920)
- 2 febbraio - Salvatore Marchesi, pittore italiano († 1926)
- 3 febbraio - Oreste Calzolari, scultore italiano († 1920)
- 3 febbraio - Giulio Pittarelli, matematico italiano († 1934)
- 5 febbraio - Terauchi Masatake, militare e politico giapponese († 1919)
- 6 febbraio - Conwy Lloyd Morgan, zoologo e psicologo britannico († 1936)
- 6 febbraio - Vasilij Il'ič Safonov, pianista, compositore e direttore d'orchestra russo († 1918)
- 7 febbraio - Mariano Armellini, archeologo e storico italiano († 1896)
- 7 febbraio - Ricardo de Madrazo, pittore spagnolo († 1917)
- 7 febbraio - Florence Trevelyan, filantropa e naturalista britannica († 1907)
- 8 febbraio - Frederick Samuel Fish, imprenditore, politico e avvocato statunitense († 1936)
- 8 febbraio - Gustav Körte, archeologo tedesco († 1917)
- 8 febbraio - Julius Neubronner, chimico, inventore e fotografo tedesco († 1932)
- 9 febbraio - Paolo Casciani, politico italiano († 1923)
- 10 febbraio - Marietta Ambrosi, modella e scrittrice italiana († 1921)
- 10 febbraio - Virgilio Savini, imprenditore italiano († 1925)
- 13 febbraio - John Dreyer, astronomo danese († 1926)
- 15 febbraio - Francesco Zaboglio, religioso e missionario italiano († 1911)
- 15 febbraio - Maria di Battenberg, principessa († 1923)
- 16 febbraio - Charles Taze Russell, predicatore statunitense († 1916)
- 18 febbraio - Antonio Augusto Intreccialagli, arcivescovo cattolico italiano († 1924)
- 18 febbraio - Gustav Löwe, filologo classico e bibliotecario tedesco († 1883)
- 19 febbraio - Hans Emil Alexander Gaede, generale tedesco († 1916)
- 21 febbraio - Friedrich Krafft, chimico tedesco († 1923)
- 21 febbraio - Giovanni Lanzalone, poeta, critico letterario e scrittore italiano († 1936)
- 21 febbraio - Hermann von Rohden, educatore e archeologo tedesco († 1916)
- 22 febbraio - John W. Baird, scacchista statunitense († 1917)
- 22 febbraio - Adolf Gaston Eugen Fick, oculista e docente tedesco († 1937)
- 23 febbraio - Dục Đức, imperatore vietnamita († 1883)
- 24 febbraio - George Moore, scrittore, poeta e drammaturgo irlandese († 1933)
- 26 febbraio - Cesare Fogli, storico e genealogista italiano († 1925)
- 26 febbraio - John Harvey Kellogg, medico statunitense († 1943)
- 26 febbraio - Lauritz Kjær, tiratore a segno danese († 1932)
- 28 febbraio - Johann Bittner, architetto austriaco († 1905)
- 28 febbraio - Anton Maria Schwartz, presbitero austriaco († 1929)
- 29 febbraio - Jules Alexandre Daveau, botanico francese († 1929)
- 29 febbraio - Georgij Maksimilianovič di Leuchtenberg, principe russo († 1912)

## Marzo(38)
- 1º marzo - Théophile Delcassé, politico francese († 1923)
- 3 marzo - Ernest Cassel, banchiere tedesco († 1921)
- 3 marzo - Josef Schrammel, compositore e musicista austriaco († 1895)
- 4 marzo - Giacomo Giri, latinista e grammatico italiano († 1934)
- 4 marzo - Kristján Jónsson, politico, giurista e giudice islandese († 1926)
- 6 marzo - Josef Bayer, compositore austriaco († 1913)
- 6 marzo - Joseph Deniker, naturalista e antropologo francese († 1918)
- 10 marzo - Richard Anschütz, chimico tedesco († 1937)
- 10 marzo - Léon Moreaux, tiratore a segno francese († 1921)
- 11 marzo - Bruto Amante, scrittore italiano († 1923)
- 12 marzo - Richard Altmann, anatomista tedesco († 1900)
- 12 marzo - Emilio Zago, attore italiano († 1929)
- 13 marzo - Oscar Blumenthal, commediografo, critico teatrale e compositore di scacchi tedesco († 1917)
- 15 marzo - Augusta Gregory, scrittrice e drammaturga irlandese († 1932)
- 16 marzo - Silvio Canevazzi, ingegnere italiano († 1918)
- 16 marzo - Kodama Gentarō, generale e politico giapponese († 1906)
- 16 marzo - Policarpo Petrocchi, scrittore e filologo italiano († 1902)
- 17 marzo - Patrick Augustine Sheehan, religioso irlandese († 1913)
- 18 marzo - Gustave Courtois, pittore francese († 1923)
- 20 marzo - Raffaele Armenise, pittore e incisore italiano († 1925)
- 20 marzo - Frank MacKey, giocatore di polo statunitense († 1927)
- 21 marzo - William Ker, calciatore scozzese († 1911)
- 21 marzo - Arthur Milchhöfer, archeologo tedesco († 1903)
- 22 marzo - Otakar Ševčík, violinista ceco († 1934)
- 22 marzo - Hector-Irénée Sévin, cardinale e arcivescovo cattolico francese († 1916)
- 23 marzo - Giovanni Spangher, banchiere, imprenditore e dirigente d'azienda italiano († 1916)
- 24 marzo - Edward Page Mitchell, scrittore di fantascienza statunitense († 1927)
- 25 marzo - Gérard Cooreman, politico belga († 1926)
- 26 marzo - Élémir Bourges, scrittore francese († 1925)
- 26 marzo - Tomaso Filippi, fotografo italiano († 1948)
- 26 marzo - James Hastings, biblista britannico († 1922)
- 27 marzo - Pietro Polenghi, imprenditore italiano († 1932)
- 27 marzo - Anna Antoinette Weber-van Bosse, botanica olandese († 1942)
- 27 marzo - Jan Van Beers, pittore belga († 1927)
- 30 marzo - Teresa di Oldenburg, duchessa († 1883)
- 31 marzo - Pietro Bandini, gesuita e missionario italiano († 1917)
- 31 marzo - Jeanne Granier, soprano francese († 1939)
- 31 marzo - Şehzade Ahmed Nureddin, principe ottomano († 1884)

## Aprile(50)
- 1º aprile - Edwin Austin Abbey, pittore statunitense († 1911)
- 1º aprile - Pasquale Fosca, scultore italiano († 1928)
- 4 aprile - Elkan Bauer, compositore austriaco († 1942)
- 4 aprile - Arthur Philemon Coleman, geologo canadese († 1939)
- 4 aprile - Eugenio Maccagnani, scultore italiano († 1930)
- 5 aprile - Émile Billard, velista francese († 1930)
- 5 aprile - Franz Eckert, compositore tedesco († 1916)
- 5 aprile - Ettore Levi Della Vida, banchiere, imprenditore e dirigente d'azienda italiano († 1923)
- 5 aprile - Walter Winans, tiratore a segno e scultore statunitense († 1920)
- 6 aprile - Giuseppe Costa, pittore italiano († 1912)
- 7 aprile - Eduardo Ximenes, illustratore e scrittore italiano († 1932)
- 8 aprile - Charles Boettcher, imprenditore tedesco († 1948)
- 8 aprile - Emilio Cavenaghi, pittore italiano († 1876)
- 9 aprile - Raffaele De Cornè, ingegnere e dirigente pubblico italiano († 1929)
- 9 aprile - Bertha Porter, biografa britannica († 1941)
- 10 aprile - Arthur Vierendeel, ingegnere belga († 1940)
- 11 aprile - Bérenger Saunière, presbitero francese († 1917)
- 11 aprile - Leon Wyczółkowski, pittore polacco († 1936)
- 12 aprile - Ferdinand von Lindemann, matematico tedesco († 1939)
- 12 aprile - Edward Moss, imprenditore britannico († 1912)
- 13 aprile - Frank Winfield Woolworth, imprenditore statunitense († 1919)
- 14 aprile - Maximilian Berlitz, linguista tedesco († 1921)
- 14 aprile - Meijer de Haan, pittore olandese († 1895)
- 14 aprile - Ghino Valenti, economista italiano († 1921)
- 15 aprile - Josef Freinademetz, presbitero e missionario austriaco († 1908)
- 16 aprile - Laura Theresa Alma-Tadema, pittrice britannica († 1909)
- 16 aprile - Henry Manners, VIII duca di Rutland, politico britannico († 1925)
- 16 aprile - Felice Martini, traduttore e saggista italiano († 1931)
- 16 aprile - George Russell, X duca di Bedford, politico inglese († 1893)
- 17 aprile - Cap Anson, giocatore di baseball e allenatore di baseball statunitense († 1922)
- 18 aprile - George Clausen, pittore inglese († 1944)
- 18 aprile - Friedrich von Thiersch, architetto e pittore tedesco († 1921)
- 21 aprile - William Clegg, calciatore e politico inglese († 1932)
- 21 aprile - Victoriano Guisasola y Menéndez, cardinale e arcivescovo cattolico spagnolo († 1920)
- 21 aprile - Alberto Pollio, generale italiano († 1914)
- 21 aprile - Ottavio Ragni, generale italiano († 1919)
- 22 aprile - Carlo Catani, ingegnere italiano († 1918)
- 22 aprile - Guglielmo IV di Lussemburgo, nobile († 1912)
- 22 aprile - Frank Miles, pittore inglese († 1891)
- 22 aprile - William Earl Dodge Scott, ornitologo statunitense († 1910)
- 23 aprile - Giacomo Bove, ufficiale e esploratore italiano († 1887)
- 23 aprile - Edwin Markham, poeta e docente statunitense († 1940)
- 23 aprile - László Mednyánszky, pittore ungherese († 1919)
- 23 aprile - Romolo Meli, ingegnere, geologo e paleontologo italiano († 1921)
- 25 aprile - Leopoldo Alas, romanziere, drammaturgo e critico letterario spagnolo († 1901)
- 26 aprile - Paolo Beccadelli di Bologna, nobile e politico italiano († 1918)
- 26 aprile - Alfonso Maria Mistrangelo, cardinale e arcivescovo cattolico italiano († 1930)
- 27 aprile - Maurice Balfourier, generale francese († 1933)
- 29 aprile - Theodor Liebisch, cristallografo tedesco († 1922)
- 30 aprile - Carlo Vezzani, sindacalista e politico italiano († 1936)

## Maggio(39)
- 1º maggio - Gildaldo Bassi, fotografo italiano († 1932)
- 1º maggio - Calamity Jane, pistolera e avventuriera statunitense († 1903)
- 1º maggio - Italo Giglioli, chimico italiano († 1920)
- 1º maggio - Frédéric Henry Micheler, generale francese († 1917)
- 1º maggio - Santiago Ramón y Cajal, medico spagnolo († 1934)
- 2 maggio - Max von Gallwitz, generale e politico tedesco († 1937)
- 4 maggio - Alice Liddell, britannica († 1934)
- 5 maggio - Pietro Gasparri, cardinale e arcivescovo cattolico italiano († 1934)
- 5 maggio - Friedrich von Hügel, teologo e scrittore austriaco († 1925)
- 6 maggio - Max Westermaier, botanico tedesco († 1903)
- 8 maggio - Filippo Giustini, cardinale italiano († 1920)
- 9 maggio - Maconnèn Uoldemicaèl, generale e politico etiope († 1906)
- 11 maggio - Charles W. Fairbanks, politico statunitense († 1918)
- 12 maggio - Edmund Lesser, dermatologo tedesco († 1918)
- 13 maggio - Salvatore Pagliano, magistrato e politico italiano († 1937)
- 14 maggio - Marie Émile Fayolle, generale francese († 1928)
- 14 maggio - Alton Brooks Parker, avvocato e politico statunitense († 1926)
- 14 maggio - Felice Ramorino, latinista, saggista e traduttore italiano († 1929)
- 15 maggio - Marija Nikolaevna Ošanina, rivoluzionaria russa († 1898)
- 17 maggio - André Sordet, generale francese († 1923)
- 18 maggio - Julius Adam II, pittore tedesco († 1913)
- 18 maggio - Gertrude Käsebier, fotografa statunitense († 1934)
- 18 maggio - Isacco Leyb Peretz, scrittore polacco († 1915)
- 19 maggio - Blažej Bulla, architetto, drammaturgo e compositore slovacco († 1919)
- 22 maggio - Camillo Garroni Carbonara, politico, diplomatico e prefetto italiano († 1935)
- 22 maggio - Moritz Auffenberg von Komarów, generale e politico austro-ungarico († 1928)
- 22 maggio - Hermann Kümmell, chirurgo tedesco († 1937)
- 22 maggio - Émile Sauret, violinista e compositore francese († 1920)
- 25 maggio - Carlo Saverio Belli, botanico e micologo italiano († 1919)
- 25 maggio - Giuseppe Tanari, politico italiano († 1933)
- 26 maggio - Paolo Chimeri, musicista, pianista e compositore italiano († 1934)
- 26 maggio - Władysław Michał Zaleski, diplomatico e patriarca cattolico polacco († 1925)
- 27 maggio - Enrico Stelluti Scala, politico e poeta italiano († 1905)
- 28 maggio - Josepha Hendrina Stenmanns, religiosa tedesca († 1903)
- 30 maggio - Manfred von Clary und Aldringen, politico e nobile austriaco († 1928)
- 30 maggio - Luigi Conconi, pittore e architetto italiano († 1917)
- 30 maggio - Immanuel Munk, fisiologo tedesco († 1903)
- 31 maggio - Francisco Moreno, esploratore argentino († 1919)
- 31 maggio - Julius Richard Petri, microbiologo tedesco († 1921)

## Giugno(29)
- 2 giugno - Eduard Spelterini, fotografo svizzero († 1931)
- 5 giugno - Giovanni Montauti, politico italiano († 1926)
- 6 giugno - Pilade Del Buono, imprenditore e politico italiano († 1930)
- 6 giugno - Adolphe Lechaptois, missionario e vescovo cattolico francese († 1917)
- 8 giugno - Corrado Luigi Guzzanti, sismologo italiano († 1934)
- 8 giugno - Walter Langley, pittore inglese († 1922)
- 12 giugno - Claude Maxwell MacDonald, ufficiale e diplomatico britannico († 1915)
- 12 giugno - Alberto Marghieri, giurista e politico italiano († 1937)
- 15 giugno - Daniel Burley Woolfall, giurista e dirigente sportivo britannico († 1918)
- 17 giugno - Johann Veit, ginecologo tedesco († 1917)
- 18 giugno - János Csernoch, cardinale e arcivescovo cattolico slovacco († 1927)
- 18 giugno - Charles Kent, regista e attore inglese († 1923)
- 18 giugno - Narcisse-Augustin Lefort, violinista e docente francese († 1933)
- 21 giugno - Luigi Majno, giurista e politico italiano († 1915)
- 22 giugno - Albert Carré, librettista e attore francese († 1938)
- 22 giugno - Johann Jakob Früh, geografo svizzero († 1938)
- 23 giugno - Stéphane Raoul Pugno, compositore, insegnante e pianista francese († 1914)
- 24 giugno - Victor Adler, politico austriaco († 1918)
- 24 giugno - Tullo Golfarelli, scultore e pittore italiano († 1928)
- 24 giugno - Friedrich Loeffler, microbiologo tedesco († 1915)
- 25 giugno - Antoni Gaudí, architetto spagnolo († 1926)
- 25 giugno - Antonio Jatta, agronomo e politico italiano († 1912)
- 27 giugno - Eduardo Ladislao Holmberg, botanico, zoologo e geologo argentino († 1937)
- 27 giugno - Gabriel Séailles, filosofo francese († 1922)
- 28 giugno - Hans Huber, compositore svizzero († 1921)
- 30 giugno - Reginald Brett, II visconte Esher, politico e storico inglese († 1930)
- 30 giugno - Giovanni Gallina, diplomatico e politico italiano († 1936)
- 30 giugno - Karl Petrovič Jessen, ammiraglio russo († 1918)
- 30 giugno - Halvor Steenerson, politico statunitense († 1926)

## Luglio(36)
- 2 luglio - William Burnside, matematico britannico († 1927)
- 3 luglio - Theodore Robinson, pittore statunitense († 1896)
- 4 luglio - Alfred Grünfeld, pianista e compositore austriaco († 1921)
- 5 luglio - Giorgio Bombi, politico italiano († 1939)
- 5 luglio - Stefano Gobatti, compositore italiano († 1913)
- 6 luglio - Arnulf di Baviera, nobile († 1907)
- 6 luglio - Otto Neitzel, compositore, pianista e critico musicale tedesco († 1920)
- 7 luglio - Vera Nikolaevna Figner, rivoluzionaria russa († 1942)
- 8 luglio - Giovanni Battista Ughetti, medico e scrittore italiano († 1930)
- 10 luglio - Joseph Louis Alphonse Baret, generale francese († 1920)
- 10 luglio - Alfred von Kiderlen-Waechter, politico e diplomatico tedesco († 1912)
- 12 luglio - Hipólito Yrigoyen, politico argentino († 1933)
- 13 luglio - Juan Anacleto Araneta, imprenditore e rivoluzionario filippino († 1924)
- 14 luglio - James Dwight, tennista statunitense († 1917)
- 16 luglio - Gertrude Claire, attrice statunitense († 1928)
- 16 luglio - Vincenzo Gemito, scultore, disegnatore e orafo italiano († 1929)
- 16 luglio - Charles Vane-Tempest-Stewart, VI marchese di Londonderry, nobile e politico irlandese († 1915)
- 17 luglio - Enrico Morselli, psichiatra e antropologo italiano († 1929)
- 18 luglio - Anthony Sweijs, tiratore a segno olandese († 1937)
- 18 luglio - Alfonso Valerio, avvocato e politico italiano († 1942)
- 20 luglio - Theo Heemskerk, politico olandese († 1932)
- 20 luglio - Pietro Monni-Serra, politico e poeta italiano († 1922)
- 21 luglio - Giuseppe De Ninno, biografo e storiografo italiano († 1930)
- 22 luglio - Charles Hoadley Ashe Ross, tennista britannico († 1911)
- 24 luglio - Leonardo Fea, pittore, zoologo e esploratore italiano († 1903)
- 25 luglio - Gojong di Corea, re coreano († 1919)
- 25 luglio - Paolina di Sassonia-Weimar-Eisenach, principessa tedesca († 1904)
- 26 luglio - Pietro Aldi, pittore italiano († 1888)
- 26 luglio - Enrico Carboni Boj, politico italiano († 1925)
- 27 luglio - Edward Onslow Ford, scultore britannico († 1901)
- 28 luglio - Giovanni Pavoni, avvocato e politico italiano († 1903)
- 28 luglio - James Roche, III barone Fermoy, nobile irlandese († 1920)
- 28 luglio - Ida di Schaumburg-Lippe, principessa († 1891)
- 29 luglio - Perry Owens, pistolero statunitense († 1919)
- 31 luglio - Giacinto Gallina, commediografo italiano († 1897)
- 31 luglio - Charles Lanrezac, generale francese († 1925)

## Agosto(29)
- 1º agosto - Wilhelm von Bismarck, politico, militare e nobile tedesco († 1901)
- 3 agosto - Domenico Serafini, cardinale e arcivescovo cattolico italiano († 1918)
- 3 agosto - Henry Wolf, incisore francese († 1916)
- 5 agosto - Maria das Neves di Braganza, nobile portoghese († 1941)
- 8 agosto - Désiré-Maurice Ferrary, scultore francese († 1904)
- 8 agosto - Yosep Emmanuel II Thoma, vescovo cattolico e patriarca cattolico iracheno († 1947)
- 9 agosto - Richard Richardson, tennista britannico († 1930)
- 11 agosto - Friedrich Gottlieb Stebler, agronomo e etnografo svizzero († 1935)
- 11 agosto - Hallam Tennyson, II barone Tennyson, politico britannico († 1928)
- 12 agosto - Algernon Keith-Falconer, IX conte di Kintore, politico scozzese († 1930)
- 12 agosto - Michael J. McGivney, presbitero statunitense († 1890)
- 13 agosto - Robert Hausmann, violoncellista tedesco († 1909)
- 13 agosto - Christian Krohg, pittore, scrittore e giornalista norvegese († 1925)
- 13 agosto - Francis Hyde Villiers, diplomatico inglese († 1925)
- 14 agosto - Carl Aarsleff, scultore danese († 1918)
- 14 agosto - Jules Pams, avvocato e politico francese († 1930)
- 18 agosto - Wilhelm von Plüschow, fotografo tedesco († 1930)
- 20 agosto - Antonino Borzì, botanico e micologo italiano († 1921)
- 21 agosto - Settimio Cipolla, scrittore italiano
- 21 agosto - Günther di Schwarzburg, principe († 1925)
- 21 agosto - Benedetto Junck, compositore italiano († 1903)
- 22 agosto - Alfredo Oriani, scrittore, storico e poeta italiano († 1909)
- 23 agosto - Domenico Ciampoli, scrittore, bibliotecario e traduttore italiano († 1929)
- 23 agosto - Arnold Toynbee, filosofo, storico e economista inglese († 1883)
- 26 agosto - Renzo Manzoni, esploratore italiano († 1918)
- 30 agosto - Jacobus Henricus van 't Hoff, chimico olandese († 1911)
- 30 agosto - Julian Alden Weir, pittore statunitense († 1919)
- 31 agosto - John Neville Keynes, filosofo e economista inglese († 1949)
- 31 agosto - Gaetano Previati, pittore italiano († 1920)

## Settembre(44)
- 1º settembre - Pompeo Gherardo Molmenti, scrittore, storico e politico italiano († 1928)
- 2 settembre - Paul Bourget, scrittore e saggista francese († 1935)
- 2 settembre - Herbert Rawson, calciatore mauriziano († 1924)
- 3 settembre - Jules Henri Barrois, zoologo francese († 1943)
- 4 settembre - Janko Kersnik, scrittore e politico sloveno († 1897)
- 4 settembre - Edoardo Mascheroni, direttore d'orchestra e compositore italiano († 1941)
- 4 settembre - Eilif Peterssen, pittore norvegese († 1928)
- 5 settembre - Gaetano Crespi, scrittore e poeta italiano († 1913)
- 6 settembre - Charalampos Anninos, scrittore greco († 1934)
- 8 settembre - Domenico Mazzoni, pittore italiano († 1923)
- 9 settembre - Mario de Maria, pittore e architetto italiano († 1924)
- 9 settembre - John Henry Poynting, fisico britannico († 1914)
- 11 settembre - Augusto Bompiani, pittore italiano († 1930)
- 11 settembre - Edoardo Calandra, scrittore e illustratore italiano († 1911)
- 11 settembre - Márton Endrédy, schermidore ungherese († 1929)
- 12 settembre - Herbert Henry Asquith, politico britannico († 1928)
- 12 settembre - Virginio Monti, pittore italiano († 1942)
- 14 settembre - Simo Matavulj, scrittore e drammaturgo serbo († 1908)
- 15 settembre - Pasquale di Borbone-Due Sicilie, nobile italiano († 1904)
- 15 settembre - Giovanni Cuppari, ingegnere italiano († 1914)
- 16 settembre - Mahendra Singh, principe indiano († 1876)
- 17 settembre - Vincenzo Gorga, presbitero e missionario italiano († 1880)
- 18 settembre - Odoardo Giansanti, poeta italiano († 1932)
- 18 settembre - Clement Lindley Wragge, meteorologo britannico († 1922)
- 19 settembre - Giuseppe Cornalba, avvocato e politico italiano († 1917)
- 19 settembre - Paolo Federico di Meclemburgo-Schwerin, principe tedesco († 1923)
- 20 settembre - Maria Crocifissa Cosulich, religiosa italiana († 1922)
- 20 settembre - Édouard Louis Joseph Empain, imprenditore e egittologo belga († 1929)
- 22 settembre - Francesco Tozzoli, politico italiano († 1893)
- 22 settembre - Adolfo Venturi, astronomo e matematico italiano († 1914)
- 23 settembre - James Carroll Beckwith, pittore statunitense († 1917)
- 23 settembre - William Stewart Halsted, chirurgo statunitense († 1922)
- 23 settembre - Fran Maselj-Podlimbarski, scrittore sloveno († 1917)
- 24 settembre - Joseph Martin, politico canadese († 1923)
- 24 settembre - Joaquín Sánchez de Toca Calvo, politico spagnolo († 1942)
- 25 settembre - Gestur Pálsson, scrittore islandese († 1891)
- 25 settembre - Hans Vaihinger, filosofo e insegnante tedesco († 1933)
- 26 settembre - Michele Sansebastiano, scultore italiano († 1908)
- 26 settembre - Willie Wilde, scrittore e critico letterario irlandese († 1899)
- 28 settembre - Josiah Conder, architetto inglese († 1920)
- 28 settembre - John French, generale e nobile britannico († 1925)
- 28 settembre - Paul Wilhelm Keppler, vescovo cattolico tedesco († 1926)
- 28 settembre - Henri Moissan, chimico francese († 1907)
- 30 settembre - Charles Villiers Stanford, compositore e direttore d'orchestra irlandese († 1924)

## Ottobre(47)
- 1º ottobre - Carl Chun, biologo tedesco († 1914)
- 2 ottobre - Curt von François, militare, politico e geografo tedesco († 1931)
- 2 ottobre - Hugo II Logothetti, diplomatico e politico austriaco († 1918)
- 2 ottobre - William O'Brien, patriota, giornalista e politico irlandese († 1928)
- 2 ottobre - William Ramsay, chimico scozzese († 1916)
- 2 ottobre - Carolina Santocanale, religiosa italiana († 1923)
- 3 ottobre - Charles Cripps, I barone Parmoor, politico inglese († 1941)
- 3 ottobre - Charles Flahault, botanico e biologo francese († 1935)
- 6 ottobre - Bruno Abakanowicz, matematico e inventore polacco († 1900)
- 6 ottobre - Ernesto Breda, ingegnere e imprenditore italiano († 1918)
- 8 ottobre - Césaire Phisalix, fisico e biologo francese († 1906)
- 9 ottobre - Hermann Emil Fischer, chimico tedesco († 1919)
- 9 ottobre - Marie-Félix-Hippolyte Lucas, pittore francese († 1925)
- 10 ottobre - Oreste Bordiga, agronomo italiano († 1931)
- 10 ottobre - Heinrich Cordes, ingegnere, scrittore e compositore di scacchi tedesco († 1917)
- 10 ottobre - Ángel Della Valle, pittore argentino († 1903)
- 10 ottobre - Erich Harnack, farmacologo tedesco († 1915)
- 11 ottobre - Antonio Ceci, medico e chirurgo italiano († 1920)
- 12 ottobre - Max Friedlaender, filosofo, musicologo e compositore tedesco († 1934)
- 12 ottobre - Alexander Wittek, architetto e scacchista austro-ungarico († 1894)
- 15 ottobre - Olof August Danielsson, filologo classico, linguista e etruscologo svedese († 1933)
- 16 ottobre - Fortunato Ballerini, dirigente sportivo italiano († 1940)
- 16 ottobre - Karl Ludwig Schemann, traduttore tedesco († 1938)
- 17 ottobre - Carlo Maldini, imprenditore italiano († 1926)
- 21 ottobre - Clara Archivolti Cavalieri, filantropa italiana († 1945)
- 21 ottobre - José Toribio Medina, bibliografo e storiografo cileno († 1930)
- 21 ottobre - Louis N. Parker, drammaturgo, traduttore e compositore inglese († 1944)
- 21 ottobre - Paul Souriau, filosofo francese († 1926)
- 23 ottobre - Luigi Balbiano, chimico italiano († 1917)
- 23 ottobre - Jean-Louis Forain, pittore e disegnatore francese († 1931)
- 24 ottobre - Daria Vecchi Rubboli, ceramista e artigiana italiana († 1929)
- 25 ottobre - Rinaldo Franci, compositore e violinista italiano († 1907)
- 25 ottobre - Dmitrij Mamin-Sibirjak, scrittore russo († 1912)
- 26 ottobre - Eugène Buland, pittore francese († 1926)
- 26 ottobre - François Cosserat, ingegnere e matematico francese († 1914)
- 26 ottobre - Albin Herzog, matematico svizzero († 1909)
- 26 ottobre - Carmelo Pujia, arcivescovo cattolico italiano († 1937)
- 27 ottobre - Francesco Budassi, politico e avvocato italiano († 1912)
- 27 ottobre - Edward Simmons, pittore statunitense († 1931)
- 28 ottobre - Ernesto Narcisi, ingegnere italiano († 1932)
- 28 ottobre - Robert Ogilvie, calciatore inglese († 1938)
- 29 ottobre - Douglas Cochrane, XII conte di Dundonald, generale britannico († 1935)
- 29 ottobre - Luigi Faravelli, ammiraglio italiano († 1914)
- 29 ottobre - Maria Cristina d'Orléans († 1879)
- 31 ottobre - Ferruccio Tartuferi, medico italiano († 1925)
- 31 ottobre - Luigi Arnaldo Vassallo, giornalista e scrittore italiano († 1906)
- 31 ottobre - Mary Eleanor Wilkins Freeman, scrittrice statunitense († 1930)

## Novembre(39)
- 1º novembre - Dario Maragliano, psichiatra italiano († 1889)
- 1º novembre - Domenico Tripepi, politico italiano († 1905)
- 2 novembre - John Newport Langley, fisiologo britannico († 1925)
- 3 novembre - Henry Finch-Hatton, XIII conte di Winchilsea, nobile inglese († 1927)
- 3 novembre - Meiji, imperatore giapponese († 1912)
- 4 novembre - Ottone Brentari, geografo, storico e giornalista italiano († 1921)
- 6 novembre - Giulio Masnada, ebanista e intarsiatore italiano († 1926)
- 7 novembre - Douglas Graham, V duca di Montrose, militare scozzese († 1925)
- 7 novembre - Fritz Scheel, direttore d'orchestra tedesco († 1907)
- 8 novembre - Lin Shu, scrittore, letterato e traduttore cinese († 1924)
- 9 novembre - Silvia Pisacane, politica italiana († 1887)
- 10 novembre - Henry van Dyke, scrittore e poeta statunitense († 1933)
- 10 novembre - Orazio Marucchi, archeologo italiano († 1931)
- 10 novembre - Valerian Andreevič Osinskij, rivoluzionario russo († 1879)
- 11 novembre - Antonio Maria Bonito, arcivescovo cattolico italiano († 1916)
- 11 novembre - Franz Conrad von Hötzendorf, militare austro-ungarico († 1925)
- 11 novembre - Clorinda Matto de Turner, scrittrice, giornalista e attivista peruviana († 1909)
- 13 novembre - Jarvis Kenrick, calciatore inglese († 1949)
- 14 novembre - Antonio Mancini, pittore italiano († 1930)
- 14 novembre - Giovanni Pozza, critico teatrale, critico musicale e giornalista italiano († 1914)
- 15 novembre - Antonio Luigi Are, politico e avvocato italiano († 1943)
- 15 novembre - Praskov'ja Semënovna Ivanovskaja, rivoluzionaria russa († 1935)
- 15 novembre - Marius Toudoire, architetto francese († 1922)
- 16 novembre - Maximilian von Frey, fisiologo austriaco († 1932)
- 16 novembre - Fanny Vanzi Mussini, scrittrice e traduttrice italiana († 1914)
- 16 novembre - Federico Augusto II di Oldenburg, sovrano tedesco († 1931)
- 17 novembre - Eugène Mougin, arciere francese († 1924)
- 18 novembre - Mikoláš Aleš, pittore ceco († 1913)
- 18 novembre - Edoardo Pulciano, arcivescovo cattolico italiano († 1911)
- 20 novembre - Giovanni Nepomuceno d'Asburgo-Lorena, nobile († 1890)
- 21 novembre - Francisco Tárrega, compositore e chitarrista spagnolo († 1909)
- 22 novembre - Paul-Henri-Benjamin d'Estournelles de Constant, diplomatico e politico francese († 1924)
- 23 novembre - Giovanni Scarfì, scultore italiano († 1926)
- 23 novembre - Máximo Tajes, politico uruguaiano († 1912)
- 25 novembre - Giovanni Magherini Graziani, storico dell'arte, filologo e scrittore italiano († 1924)
- 26 novembre - Yamamoto Gon'nohyōe, militare e politico giapponese († 1933)
- 28 novembre - Maria Helena Stollenwerk, religiosa tedesca († 1900)
- 29 novembre - Alessandro Paternostro, giurista, politico e prefetto italiano († 1899)
- 30 novembre - Henry Jones, filosofo gallese († 1922)

## Dicembre(35)
- 1º dicembre - Edmund von Neusser, medico austriaco († 1912)
- 3 dicembre - Karl von Fasbender, generale tedesco († 1933)
- 3 dicembre - Pasquale Morganti, arcivescovo cattolico e politico italiano († 1921)
- 4 dicembre - Orest Chvol'son, fisico russo († 1934)
- 8 dicembre - Émile Moreau, commediografo e sceneggiatore francese († 1922)
- 8 dicembre - Ermanno Stradelli, esploratore, geografo e fotografo italiano († 1926)
- 10 dicembre - Felix Graf von Bothmer, generale tedesco († 1937)
- 10 dicembre - Henri Gervex, pittore francese († 1929)
- 10 dicembre - Antonino Paternò Castello, marchese di San Giuliano, politico e diplomatico italiano († 1914)
- 10 dicembre - Bir Shamsher Jang Bahadur Rana, politico nepalese († 1901)
- 11 dicembre - Luigi Dari, politico italiano († 1919)
- 12 dicembre - Giovanni Monticolo, storico italiano († 1909)
- 14 dicembre - Charles Albert Berry, religioso britannico († 1899)
- 14 dicembre - William Cheyne, chirurgo e batteriologo britannico († 1932)
- 14 dicembre - Daniel De Leon, giornalista, politico e sindacalista statunitense († 1914)
- 14 dicembre - Federico Eusebio, storico e archeologo italiano († 1913)
- 15 dicembre - Antoine Henri Becquerel, fisico francese († 1908)
- 15 dicembre - William Henry Mackinnon, generale inglese († 1929)
- 16 dicembre - Erwin Voit, medico e fisiologo tedesco († 1932)
- 18 dicembre - Gaetano Coronaro, direttore d'orchestra, pedagogo e compositore italiano († 1908)
- 18 dicembre - Francesco Mazzinghi, ammiraglio italiano († 1938)
- 18 dicembre - Karl von Plettenberg, generale tedesco († 1938)
- 19 dicembre - Alfonso Garofalo, imprenditore e politico italiano († 1918)
- 19 dicembre - Albert Abraham Michelson, fisico statunitense († 1931)
- 20 dicembre - Ion Mincu, architetto, ingegnere e insegnante romeno († 1912)
- 20 dicembre - David Schwarz, inventore e pioniere dell'aviazione ungherese († 1897)
- 22 dicembre - Opie Read, scrittore e giornalista statunitense († 1939)
- 23 dicembre - Miguel Faílde, musicista cubano († 1921)
- 24 dicembre - Carlo Rocca Rey, ammiraglio italiano († 1935)
- 25 dicembre - Henry Gage, politico statunitense († 1924)
- 25 dicembre - Lionel Royer, pittore francese († 1926)
- 26 dicembre - Joseph Ney Babson, compositore di scacchi statunitense († 1929)
- 27 dicembre - João dà Câmara, drammaturgo portoghese († 1908)
- 28 dicembre - Leonardo Torres y Quevedo, ingegnere e matematico spagnolo († 1936)
- 30 dicembre - Danail Nikolaev, generale bulgaro († 1942)

## Senza giorno specificato(68)
- Agnes Keyser, filantropa inglese († 1941)
- Tadeusz Ajdukiewicz, pittore polacco († 1916)
- Varvara Ivanovna Aleksandrova, rivoluzionaria russa († 1924)
- Giovanni Altamura, pittore italiano († 1878)
- Carmen Babiano Méndez-Núñez, pittrice spagnola († 1914)
- Cesira Bacchiani, cantante lirica italiana († 1897)
- Guido Banti, patologo italiano († 1925)
- Varvara Nikolaevna Batjuškova, rivoluzionaria russa († 1894)
- Clitofonte Alberto Bellini, economista italiano († 1935)
- Gualtiero Belvederi, giornalista, librettista e traduttore italiano
- Anselmo Berlingeri, politico italiano († 1911)
- Otto Binswanger, psichiatra e neurologo svizzero († 1929)
- Jules Brunfaut, architetto e ingegnere belga († 1942)
- Victor Cambon, ingegnere e giornalista francese († 1927)
- Giovanni Capranesi, pittore e disegnatore italiano († 1921)
- Ilario Carposio, fotografo italiano († 1921)
- Malvina Cavallazzi, ballerina italiana († 1924)
- Ciro Chistoni, fisico italiano († 1927)
- William Frederick Collings, nobile britannico († 1927)
- George Cunningham, medico, odontoiatra e esperantista britannico († 1919)
- Edmond Demolins, pedagogista e filosofo francese († 1907)
- Anton Docher, presbitero e missionario francese († 1928)
- Maria Velleda Farnè, medico italiana († 1905)
- Giuseppe Finzi, letterato italiano († 1922)
- Emilio Franchi Maggi, ingegnere e politico italiano († 1925)
- Primo Giudici, scultore italiano († 1905)
- James Rendel Harris, archeologo britannico († 1941)
- Ernesto Invernizzi, imprenditore italiano († 1929)
- Lama Itigilov, monaco buddhista russo († 1927)
- Richard Jameson Morgan, giornalista e scrittore statunitense († 1906)
- Charles Napier Kennedy, pittore britannico († 1898)
- Kiriak Konstantinovič Kostandi, pittore ucraino († 1921)
- Sōtīrios Krokidas, politico greco († 1924)
- Maurice Kufferath, giornalista, musicologo e direttore d'orchestra belga († 1919)
- Jean Laronze, pittore francese († 1937)
- Harry John Lawson, progettista e imprenditore britannico († 1925)
- Liu Buchan, ammiraglio e generale cinese († 1895)
- James Booth Lockwood, esploratore statunitense († 1884)
- Evan George Mackenzie, imprenditore e mecenate scozzese († 1935)
- Carmelo Malerba Guerrieri, ingegnere, architetto e insegnante italiano († 1923)
- Ernesto Mezzabotta, giornalista e scrittore italiano († 1901)
- René Oberthür, entomologo francese († 1944)
- Arturo Pagliai, pittore italiano († 1896)
- Gioacchino Pagliei, pittore italiano († 1896)
- Domenico Pecile, agronomo e politico italiano († 1924)
- William Poel, attore e regista inglese († 1934)
- Pilade Pollazzi, scrittore italiano († 1940)
- Rama Varma XV, principe indiano († 1932)
- Johan Ramstedt, politico svedese († 1935)
- Luigi Rasi, attore e drammaturgo italiano († 1918)
- Giuseppe Re David, avvocato e politico italiano († 1913)
- Luigi Ricci-Stolz, compositore italiano († 1906)
- Claudio Rinaldi, pittore italiano
- Luigi Rolland, architetto italiano († 1921)
- Ryū Ryū Ko, maestro di karate giapponese († 1930)
- Maurice Auguste Régimbart, entomologo francese († 1907)
- Angelo Santonè, ingegnere e architetto italiano († 1908)
- Heinrich von Siebold, antropologo e traduttore tedesco († 1908)
- Preah Botumthera Som, scrittore cambogiano († 1932)
- Tawfīq Pascià, sovrano egiziano († 1892)
- John Arthur Trudgen, nuotatore inglese († 1902)
- Emily Thorn Vanderbilt, filantropa statunitense († 1946)
- Luigi Viola, archeologo e politico italiano († 1924)
- Charles Wagner, teologo francese († 1918)
- Yusuf Wahba Pascià, giurista egiziano († 1934)
- Evgenija Florianovna Zavadskaja, rivoluzionaria russa († 1883)
- Khalifa bin Sa'id di Zanzibar, sultano († 1890)
- Alfred de Breanski, pittore britannico († 1926)